# حمید مقدم متین
حمید مقدم متین (زاده ششم اردیبهشت ۱۳۵۸ در مشهد) از داوران بین‌المللی فوتبال ساحلی ایران می‌باشد.
شروع کار مقدم متین در عرصه داوری فوتبال به سال ۱۳۸۲ و دانشگاه فردوسی مشهد بازمی‌گردد. وی پس از گذراندن مدارج مختلف داوری در سال ۱۳۸۷ وارد عرصه قضاوت در فوتبال ساحلی کشور شد و در مدت زمان کوتاهی توانست توانمندی خود را در بالاترین سطح این رقابت‌ها و در لیگ برتر فوتبال ساحلی کشور به نمایش بگذارد.
پیش از این در لیگ برتر فوتبال ایران و جام خلیج فارس نیز سابقه درخشانی از مقدم متین در داوری و کمک داوری وجود داشت.
او از سال ۲۰۱۶ میلادی توانست وارد لیست داوران بین‌المللی فیفا شود که در پی آن در سال ۱۳۹۶ شمسی، طی مراسمی که برای تجلیل از داوران فوتبال، فوتسال و فوتبال ساحلی برگزار شده بود از او با عنوان داور برتر فوتبال ساحلی کشور با اهدای لوحی توسط محمد رضا ساکت تقدیر شد.
همچنین ایشان در فصل‌های ۹۶–۹۷ و ۹۷–۹۸ برای دومین و سومین بار پیاپی موفق به کسب عنوان بهترین داور فوتبال ساحلی کشور شد.